# Philibert Randriambololona
Philibert Randriambololona (Anjozorobe, 1 mei 1927 - 17 april 2018) was een Malagassisch priester uit de Orde der Jezuïeten die van 1989 tot 1992 bisschop van Antsirabé was en nadien tien jaar de post van aartsbisschop van Fianarantsoa vervulde. Tevens was hij president van de Commissie van Sociale Communicatie in de bisschoppenconferentie van Madagaskar.

## Loopbaan
Philibert Randriambololona trad op 10 oktober 1952 toe tot de jezuïeten. 30 juli 1961 werd hij tot priester gewijd. In 1988 werd hij benoemd tot coadjutor van het bisdom Antsirabé en een jaar later vond zijn officiële episcopale inwijding plaats. In 1992 promoveerde hij tot aartsbisschop van Fianarantsao. Hij bekleedde dit ambt gedurende tien jaar. Randriambololona werd 90 jaar oud.